# 新疆北部

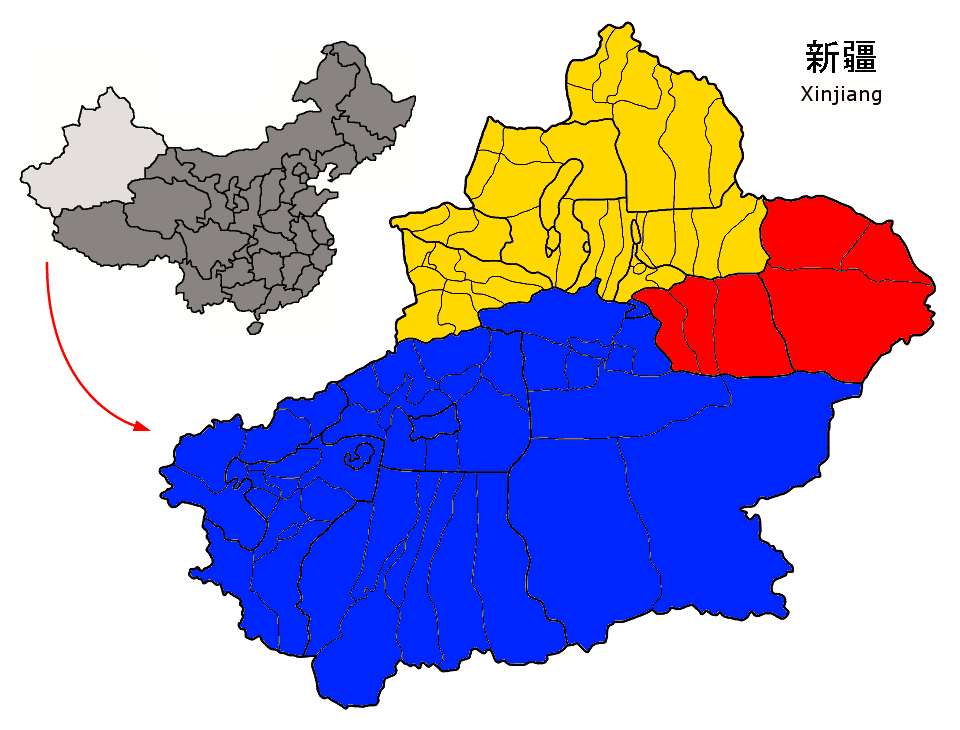
依现行行政区划区分的新疆南部（藍色）、新疆北部（黃色）及新疆东部（紅色）

新疆北部:4，又称北疆:4、北疆地区:4，清朝时称準部，指中国新疆维吾尔自治区天山以北的地区。依现行行政区划包括乌鲁木齐市、伊犁哈萨克自治州（塔城地区、阿勒泰地区）、克拉玛依市、昌吉回族自治州、博尔塔拉蒙古自治州等地。亦有将乌鲁木齐市、昌吉回族自治州歸入東疆的分法。

## 历史
南疆和北疆以天山山脊线为界划分。历来是游牧民族繁衍生息的处所。汉朝北疆有匈奴、乌孙游牧，屬西域都護府。北魏时柔然、乌孙、悦般、高车等尽有山北之地。北周时又有突厥、铁勒迁入。唐朝在此设州县，北庭都护府驻金满城（今吉木萨尔）。元朝时设的别失八里行尚书省。
明朝时，此地为蒙古瓦剌游牧区。在15世纪，新疆南部伊斯兰化。北疆仍由信仰藏传佛教的蒙古人所主导。清朝时，为准噶尔汗国根据地，即所谓南回北准的北准。乾隆年间，清朝灭准噶尔汗国。准噶尔灭族后，甘肅、南疆的外来人口填充此地。
晚清时，俄罗斯征服中亚，清政府割让外西北。民国时期，大量蘇聯人進入北疆伊犁等地，形成苏联侨民问题。至1960年代中期，發生伊塔事件。中华人民共和国曾设有北疆军区。北疆军区、东疆军区于1985年12月31日撤销。汉族人口在新疆东部、中部和北部占大多数。

## 地理
新疆的地理特征是“三山夹两盆”，最北部为阿尔泰山，中部为天山，最南部为昆仑山。阿尔泰山和天山之间为准噶尔盆地，天山和昆仑山系之间为塔里木盆地。北疆地處阿爾泰山和天山之間。北疆为温带大陆性干旱半干旱气候，年均气温-4～9℃，全年降水量150～200毫米以上，全年无霜期140～185天。四季分明。
新疆北部土地总面积为39×104km²。其中，荒漠景观面积为12×104km²，占全区域的32%。非荒漠景观面积为27×104km²，占全区域的68%，宏观生态相对稳定:6。受区域降水量差异的影响，宏观生态优于新疆南部:8。
沙漠、綠洲、水體三种主要景观类型中，新疆北部阿尔泰山南坡、伊犁盆地沙漠化呈降低趋势。天然绿洲呈减少趋势，绿洲生态局部劣变。天然绿洲与人工绿洲面积的比例从1950年代的5：1以上下降到1：1左右:4。2000年代，新疆全部87个县级行政区中，有15个县级行政区的荒漠面积占县域面积50%以上，其中天山北坡东段有3个、中段1个:8。
行政区划上，新疆北部包括今乌鲁木齐市、伊犁哈萨克自治州（塔城地区、阿勒泰地区）、克拉玛依市、昌吉回族自治州、博尔塔拉蒙古自治州等地。亦有將乌鲁木齐市、昌吉回族自治州歸入東疆的分法。
在新疆北部区域内，进一步划出“北疆西北部”。有研究者称为“四地五师”，即克拉玛依市、塔城地区、阿勒泰地区、博尔塔拉蒙古自治州等4个地级行政区和新疆生产建设兵团第五师（雙河市）、第七师（胡杨河市）、第八师（石河子市）、第九师、第十师（北屯市）5个师，共计26个县级行政区:14。有研究者划出的“北疆西北部”包括伊犁哈萨克自治州、博尔塔拉蒙古自治州、阿勒泰地区，以及不含乌苏市、沙湾市的塔城地区:10。